# Human Powered Health (Frauenteam)/Saison 2022
Dieser Artikel beschreibt die Mannschaft und die Siege des Radsportteams Human Powered Health (Frauenradsport) in der Saison 2022.

## Mannschaft
| Teamkader 2022                         | Teamkader 2022     | Teamkader 2022     | Teamkader 2022                   |
| Name                                   | Geburtsdatum       | Land               | Vorheriges Team                  |
| -------------------------------------- | ------------------ | ------------------ | -------------------------------- |
| Nina Buysman                           | 16. November 1997  | Niederlande        | Parkhotel Valkenburg (2021)      |
| Henrietta Christie                     | 23. Januar 2002    | Neuseeland         | Bepink (2021)                    |
| Katie Clouse                           | 4. August 2001     | Vereinigte Staaten | DNA Pro Cycling (2020)           |
| Antri Christoforou (20. Jun.–31. Dez.) | 2. April 1992      | Zypern             | World Cycling Centre (2021)      |
| Mieke Kröger                           | 18. Juli 1993      | Deutschland        | Coop-Hitec Products (2021)       |
| Evy Kuijpers                           | 15. Februar 1995   | Niederlande        | Liv Racing (2021)                |
| Makayla MacPherson                     | 17. September 2003 | Vereinigte Staaten |                                  |
| Barbara Malcotti                       | 19. Februar 2000   | Italien            | Valcar-Travel & Service (2021)   |
| Marit Raaijmakers                      | 2. Juni 1999       | Niederlande        | Parkhotel Valkenburg (2021)      |
| Olivia Ray                             | 4. April 1998      | Neuseeland         |                                  |
| Kaia Schmid                            | 7. Januar 2003     | Vereinigte Staaten |                                  |
| Lily Williams                          | 24. Juni 1994      | Vereinigte Staaten | Hagens Berman-Supermint (2019)   |
| Eri Yonamine                           | 25. April 1991     | Japan              | Tibco-Silicon Valley Bank (2021) |
|                                        |                    |                    |                                  |
| Quelle: ProCyclingStats                |                    |                    |                                  |

## Siege
| Siege    | Siege                                                     | Siege      | Siege  | Siege      | Siege |
| Datum    | Rennen                                                    | Staat      | Klasse | Siegerin   |       |
| -------- | --------------------------------------------------------- | ---------- | ------ | ---------- | ----- |
| 13. Feb. | Neuseeländische Meisterschaften, Straßenrennen der Frauen | Neuseeland | CN     | Olivia Ray |       |